# Geophis anocularis
Geophis anocularis este o specie de șerpi din genul Geophis, familia Colubridae, descrisă de Stephen Troyte Dunn în anul 1920. A fost clasificată de IUCN ca specie cu risc scăzut. Conform Catalogue of Life specia Geophis anocularis nu are subspecii cunoscute.